# Uta von Uttenweiler
Uta von Uttenweiler († 722 in Uttenweiler) war eine seliggesprochene Frau.
Über das Leben der Seligen Uta ist wenig bekannt. Nach einer Legende soll sie aus adeligem Geschlecht, nach einer anderen Legende eine Dienstmagd gewesen sein. Der Name der Gemeinde Uttenweiler, unterhalb des Bussens gelegen, soll sich von der Seligen ableiten. Mehrere Quellen sprechen von einer besonderen Liebe zu Kindern. Im Jahre 1449 stiftete Berthold vom Stain, ein Verehrer der Seligen Uta, das heute nicht mehr existierende Kloster der Augustiner in Uttenweiler. Die Augustiner des Klosters hatten ein distanziertes Verhältnis zu dem Kult um die Selige. Auch findet sich in der Stiftungsurkunde kein Verweis auf Uta von Uttenweiler, wie man früher glaubte.
Eine Kapelle geweiht zu Ehren von Uta ist im Jahre 1620 nachgewiesen. Im Umfeld der Kapelle wohnte ein Einsiedler namens Bruder Klaus und später Johannes Speth, der 1737 verstarb.
Ein Grab der Seligen beim Taufstein der heutigen Pfarrkirche St. Simon und Judas in Uttenweiler war das Ziel einer jährlichen Wallfahrt, bei der um das Wohl von kranken Kindern gebetet wurde. Diese Wallfahrt wurde in der Zeit des Josephinismus verboten.
Im Jahre 1875 wurde auf dem Dautenberg bei Uttenweiler eine neue Kapelle zu Ehren der Seligen geweiht und 1950 wieder neu aufgebaut, da die alte Kapelle baufällig geworden war.